# Kalundborg
Kalundborg er en gammel købstad på Nordvestsjælland inderst i Kalundborg Fjord, hvor halvøerne Røsnæs og Asnæs mødes. Byen har 16.659 indbyggere  (2025) og ligger i Kalundborg Kommune i Region Sjælland. Kalundborg-jysk er en lokal dialekt.
Den vestsjællandske by har tidligere været et trafikknudepunkt i Danmark, idet Kalundborg Station er endestation for Nordvestbanen. Kalundborg Havn har traditionelt været færgehavn med forskellige linjer til Jylland, men i dag findes kun SamsøFærgens forbindelse til Ballen på Samsø. Havnen er fjerde mest besøgte krydstogtshavn i landet.
Kalundborg er i dag et travlt handels- og oplandscentrum for den vestligste del af Sjællands nordvestkystområde. Byen er også uddannelsesmæssigt centrum for området, idet der tilbydes to videregående uddannelser (2019) og flere gymnasiale uddannelser.
Særligt den ældste del af byen, kaldet Højbyen, er rig på middelalderlig arkitektur. Byens største og mest berømte vartegn er den femtårnede Vor Frue Kirke, som blev opført i 1200-tallet. Kalundborg Museum har udstilling om områdets historie og har særligt mange fund fra vikingetiden.

## Etymologi
Navnet Kalundborg omtales i Kong Valdemars Jordebog fra 1231 som Kalundæburgh og Kalændæburgh, i det 16. århundrede Kallingborg. I 1800-tallet var stavemåden Callundborg.
Bynavnet består af 3 led: Ka – lund – borg:
- Kaa- er det gamle navn for en allike[4]
- -lund henviser til en lille skovbevoksning, der må have ligget på stedet
- -borg henviser til byens første befæstning, "Vestre Forborg"

"Borgen ved den lille skov, hvor der lever alliker".

## Historie
Kalundborg bestod frem til 1680-erne af to bydele:
- Højbyen, der var den vestlige del af byen, som lå indenfor bymuren.
- Nederbyen øst for slottet med Skibbrogade og Kordilgade.

### Oprindelse
Som byens grundlægger regnes Esbern Snare. Omkring 1167 anlagde han en borg, (Vestborgen), ved fiskerlejet Cordale og naturhavnen bag Gisseløre – Hærvig, der var hjemsted for en del af ledingsflåden. Borgens rester kan i dag ses i ruinparken vest for Vor Frue Kirke og museet.

### Middelalderen
Kalundborg blev anlagt på en af Sjællands vigtigste strategiske lokaliteter, nemlig naturhavnen Hærvig, som allerede i vikingetiden var samlingssted for ledingsflåden. Stormanden Esbern Snare (fosterbror til Valdemar den Store) anlagde byen og borgen omkring år 1167. Esbern var sammen med sin lillebror, bisp Absalon og kong Valdemar frontfigurerne i de danske korstog i Østersøen i 1100-tallet. Byen var et vigtigt knudepunkt for disse korstog. Efter Esbern Snares død overgik borgen til hans datter, "Fru Ingeborg af Kalundborg", der var gift med den ansete drost Peder Strangesøn (død 1241), og som senere beskyldtes for at have sluttet sig til kong Valdemars fjender, hvorfor Kalundborg blev inddraget under kronen i 1262. I de næste år forfaldt borgen således, at den norske fribytter, jarlen "Mindre-Alf" (egentlig Alv Erlingsson), i 1285 let fik den i sin magt og plyndrede hele egnen. Erik Menved lod den på ny befæste og gav sin broder Christoffer den i forlening. Senere fik den hallandske herremand Knud Porse den i forlening af Christoffer, da han var bleven konge, som "Grevskabet Kalundborg" sammen med Samsø med mere. Efter dennes død i 1330 beholdt hans enke Ingeborg lenet. Men da Valdemar Atterdag var kommet til magten, gjorde han hende besiddelsen af slottet stridig og begyndte at belejre det i 1341, men hun fik støtte af grev Gerts sønner, Henrik og Claus således, at kongen måtte hæve belejringen med et tab på 2.000 mand. Ved et forlig af 1. september 1341 afstod dog fru Ingeborg slottet med det gode, mod at beholde Halland på livstid.
Holstenerne led stort nederlag ved Gamborg, syd for Middelfart, og til sidst søgte jyderne forlig med kongen ved et møde på Sjælland. På tilbagevejen blev de jyske udsendinge dræbt ved Middelfart, deriblandt Niels Bugge fra Hald, og kampen truede med at bryde ud på ny. Men pinsedag 24. maj 1360 holdt kong Valdemar et danehof i Kalundborg, hvor det kom til forlig om sagen med hertug Valdemar af Sønderjylland og den jyske adel. I hele perioden frem til 1560 holdt skiftende konger danehof, stændermøder og rigsråd i byen. Dele af statsadministrationen var samlet i byen, og rigsarkivet blev opbevaret i "Folen" på Kalundborg Slot.
Byens ældst kendte privilegier (siden gået tabt) blev givet af Christoffer af Bayern i 1443. I 1482 fik enkedronning Dorothea Kalundborg til enkesæde, og her opholdt hun sig for det meste, lige som hun døde her 10. november 1495. I øvrigt hører man mest slottet omtalt i den senere middelalder som samlingssted for møder og som statsfængsel. Af fangerne nævnes biskop Rudolf af Skara og grev Otto af Rupin, der førtes hertil efter slaget ved Falkøping 1389. I 1520 lod Christian 2. en gruppe svenske adelige kvinder, enker efter henrettede under Stockholms blodbad, bl.a. den svenske rigsforstander Sten Stures enke, fru Kirstine Gyllenstjerna, føre hertil som statsfange, tillige med hendes moder, fru Sigrid Baner, og hendes børn. Da Christian 2. var flygtet fra Danmark, holdt borgens daværende høvedsmand, Claus Eriksen (Ravensberg) den nogen tid for Christian 2., indtil rigets hofmester Mogens Gøye åbnede forhandlinger med ham og lovede ham at blive kong Frederik 1.s mand, hvis han ville overgive slottet. Claus Eriksen befalede da sine svende at holde vagt på den anden side af borgen, mens han selv med sine udvalgte ville forsvare det vigtige tårn "Folen". 50 af kong Frederiks folk blev da om natten hejst op i tårnet, overfaldt besætningen og indtog borgen. Claus Eriksen siges ikke længe efter at være slået til ridder, men overalt i landet fik han tilnavnet "Slippeslot".
Bybrønde i Kalundborg omtales første gang i 1493. Den stod på det trekantede torv midt i Højbyen. I fortegnelsen fra 1653/54 nævnes fire brønde: Den på Torvet, én i Kordilgade, én ved Tinget og én i Møllestræde.
Under Grevens Fejde blev slottet erobret og givet af grev Christoffer 1. januar 1535 i forlening til den oldenburgske adelsmand "lange" Hermann, men allerede i januar 1536 måtte han overgive det til Mogens Gøye. Samme år fik Knud Pedersen Gyldenstierne det i forlening, og han blev således bevogter af sin gamle fjende, Christian 2., da denne i 1549 førtes til Kalundborg, hvor han for øvrigt havde temmelig stor frihed under sit ophold her til sin død i 1559. Efter Grevens Fejde forfaldt slottet som fæstning. Endelig blev det indtaget af svenskerne i 1658, der lod byens borgere betale 400 lod sølv og 50 rigsdaler i rede penge, for at fjenden ikke skulle stikke det i brand. Alligevel blev det revet.
Hen mod slutningen af 1200-tallet blev byen befæstet mod øst, og under Valdemar Atterdag blev befæstningen yderligere forstærket, da slottet blev bygget, og bymuren forstærket. Fæstningsværkerne udgjorde omtrent en cirkel og bestod af volde, mure og tårne med grave om; de stod tillige i forbindelse med byens egne mure , og indenfor den indre ringmur lå slottet selv eller hovedbygningen, der var i flere stokværk, udgjorde 5 længer og indesluttede en slotsgård med en brønd i midten; den ene længe skal på hver ende have haft et tårn, hvoraf det ene brugtes til kapel, det andet til fangetårn. I den ydre ringmur var der 4, vistnok fritstående tårne, nemlig "Farshat"; "Folen", der var det højeste, og hvori rigets dressel (arkiv) blev opbevaret; Malttårnet og Bagertårnet.
Kalundborg havde i middelalderen kun ét kloster, et Gråbrødrekloster, stiftet 1239 af den for munkevæsenet så ivrige grevinde Ingerd af Regenstein; dets kirke blev dog først indviet 1279. Klosteret lå på den senere Kalundborg Ladegårds plads, umiddelbart nord for slotspladsen. Den tilladelse, Valdemar Atterdag 1361 indhentede hos paven til at måtte flytte det, fordi det lå for nær ved slottet, kan således ikke være benyttet. I klosteret fandt flere gange ordenskapitler sted, og dels her, dels under et lindetræ på klosterets kirkegård holdt kongerne af og til retterting. I 1517 indførtes den strengere ordensregel, observantsen. Den sidste guardian, Melchior Jensen, fremskyndede selv klosterets ophævelse; påvirket af Luthers lære tillod han lensmanden på Kalundborg Slot efter Mogens Gøyes ordre at jage munkene væk i 1532 og blev til tak herfor den første evangeliske præst ved Kalundborg Vor Frue Kirke (fra 1540 ved Raklev Sogn). Kort efter blev klosteret omdannet til ladegård for slottet, og efter at dette var nedbrudt, blev gården 1664 tilskødet den rige hollænder Gabriel Marselis.
Foruden Vor Frue Kirke havde byen i middelalderen endnu en kirke, Skt. Olai Kirke, der lå i byens nordvestlige udkant, hvor senere kirkegården af samme navn kom til at ligge. Den har vistnok været byens egentlige sognekirke, mens Vor Frue var slotskirke. Raklev Sogn hørte til den, men da dette fik sin egen kirke, tabte Skt. Olai sin betydning, og efterhånden som Øvre- og Nedrebyen smeltede sammen, hørte man op at bruge den. Den blev dog stående til ind i begyndelsen af det 19. århundrede, men benyttedes kun som sømærke og som gravkapel. Kirkens rigt forgyldte altertavle skal tidligere have stået i slotskapellet.
Mod øst, lige uden for Kalundborg, på det senere Sankt Jørgensbjerg, lå et Sankt Jørgens Hospital for spedalske, som allerede nævnes i den tidlige middelalder, og hvortil sikkert det Helligkors Kapel var knyttet, som i et brev af 1495 (det år, da det blev annekteret til Vor Frue Kirke) omtales som stående mellem Sankt Jørgensgård og slottets tegllade. I 1631 blev hospitalets godser og indtægter henlagte til Vartov i København, imod at Kalundborg by stedse skulle have 6 senge deri.
Alt dette sammen med, at der nævnes to gilder, Skt. Knuds og Skt. Gertruds, vidner om, at Kalundborg har været en ret betydelig by i middelalderen. Af en fortegnelse af købstædernes afgifter fra 1270 nævnes Kalundborg som den fjerde i rækken (efter Roskilde, København og Næstved) efter afgiftens størrelse. De første privilegier blev tildelt byen af kong Hans på Antvorskov Kloster den 10. marts 1485 (da den fik samme privilegier som Roskilde og København), og disse privilegier stadfæstedes senere flere gange, således af Christian 3., Christian 4. og Frederik 3. Øvrebyen var i middelalderen den egentlige by og som sådan befæstet, idet den var omgivet af en vold eller snarere mur, der hist og her var forstærket med tårne. Også længe efter at der var sket bebyggelser både mod syd ned til fjorden og mod øst, beholdt Øvrebyen ry som den vigtigste del; men svære ildebrande, således en under kong Hans og en 1617, samt krige, hærgede den. Grevens Fejde tog på den, men endnu værre var Karl Gustav-krigene 1658–60; og da borgen lå i grus, var Øvrebyens rolle udspillet. Nedrebyen blev den egentlige by, skønt også den havde lidt voldsomt ved fjendens brandskatninger: I 1645 havde Kalundborg 1.139, i 1672 1.058 indbyggere. Handelen hjalp Nedrebyen på fode, for det var byens hovederhverv.

### Under enevælden
I sidste halvdel af 17. århundrede tjentes der penge ved den udenlandske handel, især på Vest- og Sydeuropa, og dette varede ved til midten af det 18. århundrede, da den afløstes af en betydelig handel på Norge (byen havde 1732: 1.232, 1769: 1.267 og 1787: 1.375 indbyggere). Efter tabet af Norge tog kornhandelen vej til England og Holland. Store handelshuse i København grundede forretninger i Kalundborg, og byen fik sin glansperiode, der dog blev kortvarig, for kornhandelen aftog, da udførslen til England ophørte, og konkurrenter i Slagelse og Holbæk overtog.

### Møllebakken
Fra omkring 1677 har man Resens kort, hvor syv møller knejser på Møllebakken. På senere kort fra 1753 og 1790 ses kun seks.
Stednavnet Møllebakken kendes tilbage til 1442, selv om stedet tidligere hed Rugbanken eller Rugbjerget. Den første mølle kom nok op mellem 1250 og 1300. I grundtaksten fra 1682 er de syv møller specificeret med ejernavne. På det tidspunkt var alle ret forfaldne. Tre tilhørte Peder Bagge, en fjerde Ole Skrædder; det var nok den bedste, da den var værdsat til 70 rigsdaler. Ellers lød takseringerne på 48-65 rdl. Den mindste mølle blev drevet af Niels Sadelmager og tilhørte skolen og de fattige. Ved brandtakseringen i 1736 tilbød forvalter Niels Lind på Ladegården (ejet af John de Thornton i Hamburg) at lade godsets mølle forsikre for 100 rdl, men det ville de øvrige mølleejere ikke bidrage til. I dag ved man ikke, hvor Ladegårdens mølle har ligget; men muligvis var det den nordlige mølle ved Nyvangs skel, der blev slettet af grundtaksten i 1740. I brandtakseringen fra 1761 er de seks møller værdsat til 600-900 rdl. (Den til 900 rdl var nyopført.) I 1791 var takseringerne oppe i omkring 1.200 rdl, og 50 år senere, med baggrund i statsbankerotten 1813, steget til 3.600-4.000 rdl. Møller Chresten Hillerup fra Lemvig tog i 1784 borgerskab i Kalundborg som brændevinsbrænder. I 1786 købte han af møller Jens Pedersen og hustrus dødsbo deres mølle, derefter kaldt "Hillerups mølle". Denne nedblæste omkring 1792 i en storm, så Hillerup gik fallit. Købmand Mülertz overtog efterfølgende Hillerups ejendom i Kordilgade. Møllen blev aldrig genopført, og i 1803 blev møllejorden overført til andre møller. I de år begyndte den hollandske mølle at vinde indpas på stubmøllens bekostning, men man ved ikke, hvornår den sidste blev revet. Den første af de hollandske møller på Møllebakken var "Ulstrups mølle", bygget af købmand Niels Jensen og opkaldt efter møller Ulstrup. Den nedbrændte 6. marts 1891. Af møllerne selv var kun Ulstrup bosat på bakken i den møllerbolig, som stadig står der.
"Gregersens mølle" var den vestligste af Møllebakkens møller, og blev udskiftet med en hollandsk mølle i 1851. Gregersen boede i Skibbrogade 53 og havde giftet sig til møllen, der i 1891 blev flyttet ind mod København og nedbrændte der. I 1838 blev Chr. Boisen, bosat i Kordilgade 37 og senere i Pedersminde, ejer av "Boisens mølle", kendt fra J.Th. Lundbyes skitse  fra Møllebakken omkring 1846. På skitsen er stubmøllen erstattet af en hollandsk mølle, der i 1868 blev flyttet til nordsiden af Holbækvej, hvor den nedbrændte i 1902. Hestemøller – møller trukket af heste – fandtes i Præstegade, Kordilgade, Møllestræde og Skibbrogade. Den sidste blev nedlagt i 1876 og gav navn til Hestemøllestræde, som gik fra Lindemannsstræde optil Volden.

### Den tidlige industrialisering
I anden halvdel af 1800-tallet oplevede Kalundborg en ny fremgangsperiode. Medvirkende hertil var de forbedrede samfærdselsforhold (anlæggelsen af jernbanen, havnens betydning for færgefarten til Aarhus og andre steder) samt den begyndende industrialisering.
Havnen (i datiden klassificeret som en sommerhavn af 4. klasse) havde gode betingelser, beliggende ved den dybe og let tilgængelige Kalundborg Fjord og beskyttet af halvøen Gisseløre, og den var også i ældre tid regnet som Sjællands bedste havn efter Københavns. Dog var det først i det 19. århundrede, at der blev gjort noget alvorligt for den. Den gamle skibsbro, der deltes i en vestlig arm, som benyttedes af færgesmakkerne, og en østlig, til handelsskibenes brug, blev betydelig udvidede, således færgebroen 1836, for at der kunne blive plads til dampskibsfarten, og den østlige arm i 1846. I 1853–54 opførtes der en stenmole med mere, og senere blev der foretaget nye udvidelser. Kalundborg fik daglig dampskibsforbindelse med Aarhus over Samsø. Desuden havde den 2 gange ugentlig direkte damskibsforbindelse med København over Sejrø og een gang ugentlig med Vejle.
Anlægget af Nordvestbanen blev (efter lange forhandlinger om forskellige forslag, som at føre banen over Frederikssund og på en fast bro over Roskilde Fjord) ifølge lov af 26. februar 1869 overdraget til Det Sjællandske Jernbaneselskab ved koncession af 2. oktober 1871. Den 79 km. lange bane fra Roskilde over Holbæk til Kalundborg, der byggedes af Privatbanken, antages i det hele at have kostet omtrent 9,6 mio. kr., men stod kun selskabet i 71/3 mio; den åbnedes for driften 30. december 1874, foreløbig dog kun for en indskrænket drift indtil 1. maj 1875. Ved de Sjællandske Jernbaners køb ifølge lov af 2. juli 1880 overgik den sammen med selskabets øvrige baner til staten.
Af fabrikker og industrielle anlæg havde byen omkring midten af 1800-tallet: 7 brændevinsbrænderier, 1 tobaksfabrik, 1 ølbryggeri, 1 pottemageri, 1 kalkbrænderi, 3 garverier, 1 skibs- og bådebyggeri. Desuden 4 vindmøller og 1 hestemølle. Af fabrikker og industrier havde byen i 1869: flere brændevinsbrænderier, 1 maskinfabrik, 1 tobaksfabrik, 2 ølbryggerier, 1 tøjfabrik og uldspinderi, 1 jernstøberi, 3 kalkbrænderier, 1 skibs- og bådebyggeri 1 bogtrykkeri, 4 vindmøller og 1 hestemølle. Af fabrikker og industrielle anlæg havde byen omkring århundredeskiftet: 1 bayersk- og hvidtølsbryggeri (aktieselskab, oprettet 27. maj 1881), 2 maskinfabrikker, 1 andelssvineslagteri, 1 tøjfabrik og uldspinderi, 1 kalkbrænderi, 1 skibs- og bådebyggeri, 2 bogtrykkerier, 2 tobaksfabrikker, 2 vindmøller, 1 dampmølle, 1 sav- og høvleværk.
I Kalundborg blev udgivet 2 aviser, nemlig Kalundborg Avis (samme blad udgivet på Samsø som Samsø Dagblad) og Kalundborg Dagblad. I 1907 begyndte udgivelsen af Kalundborg Folkeblad, som efterhånden blev enerådende og i dag kaldes Nordvestnyt.
Kalundborgs befolkning var stigende i slutningen af 1800-tallet og begyndelsen af 1900-tallet: 2.490 i 1850, 2.420 i 1855, 2.587 i 1860, 2.673 i 1870, 3.167 i 1880, 3.566 i 1890, 4.322 i 1901, 4.628 i 1906 og 4.732 i 1911.
Efter næringsveje fordeltes folkemængden i 1890 i følgende grupper, omfattende både forsørgere og forsørgede: 443 levede af immateriel virksomhed, 1.311 af håndværk og industri, 815 af handel og omsætning, 69 af søfart, 212 af fiskeri, 178 af jordbrug, medens 440 fordeltes på andre erhverv, 73 levede af deres midler, 17 fik almisser, 4 var i fængsel, og 4 var sindssyge. Ifølge opgørelsen i 1906 var indbyggertallet 4.628, heraf ernærede 298 sig ved immateriel virksomhed, 198 ved landbrug, skovbrug og mejeridrift, 147 ved fiskeri, 2.077 ved håndværk og industri, 998 ved handel med mere, 608 ved samfærdsel, 152 var aftægtsfolk, 96 levede af offentlig understøttelse og 54 af anden eller uangivet virksomhed.

### Kallundborg Telephonselskab
"Telephonselskabet" blev stiftet sommeren 1884 af en kreds af borgere, som samme efterår skrev kontrakt med smedemester J.M.Chr. Larsen i Århus om at lave et anlæg for 30 abonnenter til en pris af 6.000 kr. I bestyrelsen sad V. Buch, dr. Frigast, isenkræmmer Lunning, købmand L.C. Hansen og købmand Bussenius. 4. december 1884 stod der i Kallundborg Avis, at hotel Postgårdens telefon stod til gæsternes fri afbenyttelse. Andre byer, såsom Holbæk, fik tilsendt tilbud fra firma Otzen og Thorstensen i København, mens Kalundborgs telefonanlæg var et lokalt initiativ. Holbæks byråd afviste tilbuddet som værende uden praktisk betydning, men havde vist interesse, hvis man kunne have ringet til hovedstaden og andre provinsbyer. Der fandtes én telefoncentral i Kalundborg, med 38 abonnenter. Vedligeholdelse af de 7 km overjordiske ledninger blev besørget af "Mekanicus" P. Jensen. Omstillingsbordet blev betjent af to mænd på skift. Antal samtaler i 1885 blev anslået til omkring 25.000, og indtægterne deraf kr 2.180. 1. januar 1887 var længden af overjordiske ledninger 18 km; men antal abonnenter faldet til 33, mens antal samtaler i 1886 var faldet til 19.200. Først fra 1. januar 1889 fik Kalundborg ledningsforbindelse til København over Roskilde, og i telefonbogen for 1889 medtages for første gang de abonnenter i Kalundborg, der kunne opringes fra København eller selv ringe dertil. Det krævede et særligt abonnement. Senere fik lokale abonnenter den samme mulighed, mod at erlægge 35 øre for 3 minutters samtale. 18. februar 1896 købte Kjøbenhavns Telefon-Selskab de kalundborgske "Telephonselskab" for kr 14.000.
Byens første telefoncentral lå på kvisten i guldsmed Landers ejendom, Kordilgade 9. I 1897 blev telefonlinien helt ombygget, og ledninger udskiftet fra ståltråd til den nye bronzetråd 1,25 mm. Et nyt telefonstativ med 220 pladser blev opsat på Kordilgade 9, hvorfra ledningerne forgrenedes ud til abonnenterne ved hjælp af telefonstænger og hjørnejern på skorstenene. Centralen flyttede fra kvisten ned i stueetagen, hvor den nye telefoncentral med standardborde blev taget i brug 7. oktober 1897. I 1905 var der over 200 abonnenter. I 1907 blev forholdene igen for små, så centralen flyttede til Frantz Ditlevsens ejendom i Kordilgade 36 med plads til 600 abonnenter. Først i 1924 skete der en yderligere udvidelse med 100 abonnentnumre. I 1927 købte selskabet Kordilgade 53 og indrettede en moderne central. I 1955 var der 1.460 abonnenter og 44 telefonistinder ansat. En automatisk telefoncentral holdt fra 1967 til i Sct. Jørgensbjerg 3.

### Branden i 1901
Kalundborg savværk lå lige ved jernbanearealet. 23. september 1901 antændte savværkets bræddestabler, og en orkanagtig sydøstenvind medførte, at branden bredte sig til Kordilgade, hvor husrækken 34-42 nedbrændte. Branden var så voldsom, at den blev omtalt i en italiensk avis: "Øen Sjælland i Danmark står i flammer som følge af en heftig ildebrand, der er opstået i et trælager i Selskabet Kaljundborg. Øboerne flygter." Med branden forsvandt også Kordilgade 36, der var et rokokohus. Det nuværende nr 36 er tegnet af arkitekt Kristoffer Varming. Her er også sat en mindeplade om branden op på facaden:
Ved luens magt nedsank i grus
det hundredårig gamle hus.
Gid nu det ny, vi her har byg't,
må stå til fjerne tider trygt.
Kordilgade 38 er bygget i skønvirke ligesom frisen i porten, tilskrevet Niels Termansen, der også har efterladt en tegning i Kalundborg lokalarkiv. Under Kordilgade 42 var en hvælvet kælder (4 ribbebårne krydshvælv omkring en midtersøjle) der blev raseret, da den nuværende bygning blev rejst i 1901. Grundene med bagbygninger fortsatte den gang ned til jernbanen, men gadegennembruddet omkring 1970 har overskåret dem for at give plads til parkering. Bagbygningernes oprindelige udseende og funktioner er dermed forsvundet.

### Mellemkrigstiden
Gennem mellemkrigstiden var Kalundborgs indbyggertal voksende: i 1921 6.833, i 1925 6.549, i 1930 6.926, i 1935 7.620, i 1940 7.751 indbyggere. Men samtidig skete der en vækst i forstæder i Kalundborg købstads landdistrikt og i Årby Kommune, hvor der bosatte sig en række personer med arbejde i Kalundborg. Den 1. april 1933 blev Kalundborg købstads landdistrikt indlemmet i købstaden.
| År                                                   | 1921  | 1925  | 1930  | 1935  | 1940  |
| ---------------------------------------------------- | ----- | ----- | ----- | ----- | ----- |
| Kalundborg købstad                                   | 6.833 | 6.549 | 6.926 | 7.620 | 7.751 |
| Skt. Jørgensbjerg (Kalundborg købstads landdistrikt) | 427   | 376   | 467   | *     | *     |
| Rynkevang (Årby Kommune)                             | -     | 113   | 113   | 159   | 102   |
| Kalundborg med forstæder                             | 7.260 | 7.038 | 7.506 | 7.779 | 7.853 |

* indlemmet i købstaden
Ved folketællingen i 1930 havde Kalundborg 6.926, heraf ernærede 372 sig ved immateriel virksomhed, 2.818 ved håndværk og industri, 1.210 ved handel mm, 966 ved samfærdsel, 268 ved landbrug, skovbrug og fiskeri, 523 ved husgerning, 603 var ude af erhverv og 166 havde ikke oplyst indkomstkilde.
| Næringsveje              | Landbrug m.v. | Håndværk, industri | Handel og omsætning | Transport | Immateriel virksomhed | Hus- gerning | Ude af erhverv | Uangivet | I alt |
| ------------------------ | ------------- | ------------------ | ------------------- | --------- | --------------------- | ------------ | -------------- | -------- | ----- |
| Kalundborg købstad       | 268           | 2.818              | 1.210               | 966       | 372                   | 523          | 603            | 166      | 6.926 |
| Skt. Jørgensbjerg        | 59            | 154                | 51                  | 62        | 43                    | 61           | 37             | 0        | 467   |
| Rynkevang                | 8             | 38                 | 10                  | 17        | 11                    | 18           | 9              | 2        | 113   |
| Kalundborg med forstæder | 335           | 3.010              | 1.271               | 1.045     | 426                   | 602          | 649            | 168      | 7.674 |

### Anden verdenskrig
I Kalundborg blev Grand Hotel tyskernes hovedkvarter. Ved befrielsen i maj 1945 så den tyske bykommandant Jost Brökelmann sig nødt til at beskytte sit hovedkvarter mod lokalbefolkningen, der hånede hans mænd med tilråb og fyrværkeri. Maskinpistolbevæbnede patruljer blev sendt ud for at rydde gaderne, og folk flygtede fra Vestre Havneplads, deriblandt den 23-årige studerende og FDF-delingsfører Jørgen Manniche og nogle af hans kammerater, der løb op gennem Skibbrogade. Manniche løb ind gennem cykelhandlerens port i nr. 17 og gemte sig ved røgeriet i gården, mens hans kammerater løb ind i opgangen ved siden af. Tyskerne affyrede nogle tilfældige skudsalver opad gaden og ind i gårdsrummene, før de trak sig ud igen. Manniche blev ramt af en kort salve og døde dagen efter på sygehuset. Flere blev såret. Da gaderne var ryddet, skjulte de tyske soldater sig i nicher og porte i Skibbrogade, hvor skiltene, der hang ud fra butikkernes facader, var gennemhullet af skud. Kalundborgs tyske konsul, fabrikant Christian Valentin, og repræsentanter fra modstandsbevægelsen, mødtes hos bykommandant Brökelmann på Grand Hotel i håb om at få overgivelsen til at foregå uden yderligere sammenstød. Manniche blev bisat på familiegravstedet på Sct. Olai kirkegård, hvor hans kammerater også fik rejst en mindesten. På facaden af Skibbrogade 17 er der ophængt en mindetavle, der minder om Manniches død for tyske kugler 4. maj 1945.

### Efterkrigstiden
Efter anden verdenskrig fortsatte Kalundborg sin befolkningsvækst. I 1945 boede der 7.875 indbyggere i købstaden, i 1950 8.603 indbyggere, i 1955 9.214 indbyggere, i 1960 9.763 indbyggere og i 1965 10.230 indbyggere. I Årby Kommune voksede nye forstæder, Rynkevang og Engvej, i Raklev Kommune forstæderne Brandsbjerg og Hestehave, og i Tømmerup Kommune forstaden Nyvang.
| År                       | 1945  | 1950  | 1955  | 1960   | 1965   |
| ------------------------ | ----- | ----- | ----- | ------ | ------ |
| Kalundborg købstad       | 7.875 | 8.603 | 9.214 | 9.763  | 10.320 |
| Rynkevang                | 147   | 101   | 106   | 100    | 92     |
| Engvej                   | -     | -     | 126   | 288    | 423    |
| Brandsbjerg              | -     | -     | 75    | 60     | 438    |
| Hestehave                | -     | -     | 26    | 35     | *      |
| Nyvang                   | -     | -     | 84    | 109    | 143    |
| Kalundborg med forstæder | 8.022 | 8.704 | 9.631 | 10.355 | 11.416 |

* under Brandsbjerg
Byudviklingen bevirkede, at der blev nedsat et byudviklingsudvalg, som udarbejdede en byudviklingsplan for Kalundborg-egnen omfattende både købstaden, forstadskommunen og flere landkommuner. Den stigende aktivitet i Novo i 2025 forårsager byggeri af 775 boliger på Kalundborg-egnen.

## Geografi
Kalundborg ligger i bunden af Kalundborg Fjord. Området omkring byen er præget af marker og landbrug.
Byen er smeltet sammen med omkringliggende landsbyer, der nu udgør bydele i Kalundborg. Disse landsbyer tæller Brandsbjerg, Nyrup og Raklev, der alle ligger mod vest samt Ellede mod nordvest.

## Demografi
Byens indbyggertal pr. 1. januar, medmindre andet er angivet
- 2006 - 16.250
- 2007 - 16.360
- 2008 - 16.489
- 2009 - 16.489
- 2010 - 16.447
- 2011 - 16.434

Kalundborg Kommune blev dannet efter kommunalreformen 2007 og består af de
tidligere kommuner Bjergsted, Gørlev, Hvidebæk, Høng og Kalundborg. Den nuværende kommune dækker et areal på 604 km².

## Transport og infrastruktur
Kalundborg gennemskæres af flere hovedveje primærrute 23 og primærrute 22. Rute 23 der går fra Kalundborg og til Holbækmotorvejen (primærrute 21) er belastet af tung trafik og er hovedfærdselsåren fra Kalundborg til København. Vejdirektoratet har udbygget Skovvejen mellem Holbækmotorvejen og Dramstrup til motorvej. Derudover er der planer om at lave den sidste del af Kalundborgmotorvejen, så den går hele vejen til Kalundborg. Hovvejen der er en omfartsvej i den østlige del af byen, er en del af primærrute 23 og leder trafikken øst om Kalundborg og ud til Kalundborg Havn. Primærrute 22 starter i Kalundborg og går vest om Gørlev, rundt om Slagelse, syd om Fuglebjerg, rundt om Næstved og forbi Vordingborg. Ruten slutter ved tilkørsel 41 på Europavej 47.
Kalundborg har to stationer Kalundborg Station som er endestation for Nordvestbanen, hvor der er afgange til Holbæk og Roskilde og Kalundborg Øst Station som ligger i det østlige Kalundborg. Stationen skal gøre det nemmere for pendlere til de to store virksomheder Novo Nordisk og Novozymes at komme der til.
Kalundborg Havn har i mange år været udgangspunkt for flere færgeruter til Jylland, men i 2012 lukkede den sidste færgerute til Aarhus. I dag er det således kun SamsøFærgens forbindelse til Ballen på Samsø, der endnu afgår fra denne havn. Derudover har Kalundborg Havn bygget Ny Vesthavn som er en containerhavn og krydstogthavn. Den har en vanddybte på 15 meter og ligger vest for Asnæsværket. Havnen åbnede den 22. april 2019.

## Økonomi og erhverv
Iflg. KL steg Kalundborg kommunes BNP med 29,6% fra 2021 til 2022, den største stigning i Danmark, hvor den steg 2,7%. (De næste kommuner på listen var Gladsaxe, Hillerød og Ballerup, der som Kalundborg alle rummer store Novo Nordisk afdelinger.)

I byen findes en række store virksomheder:
- Ørsted (Asnæsværket)
- Gyproc (gipspladefabrik)
- Kalundborg Havn
- NKT Flexibles (Fleksible undersøiske rørledninger til transport af olie, gas, vand og kemikalier)
- Novozymes
- Novo Nordisk har i sit produktionsanlæg i Kalundborg investeret 18 mia. kr. fra 2001 til 2020, 2021-2022 også 18 mia. og har planlagt at investere yderligere 42 mia. kr. fra 2024 til 2029.[45]
- Pronova BioPharma (Produktion af Omega-3 baserede lægemidler til behandling af hjerte- og karsygdomme)
- Statoil Raffinaderiet

De største virksomheder i byen indgår i et miljøsamarbejde i en såkaldt industriel symbiose.
Tidligere var også motorfabrikken Bukh, Carmen, Dansk Svovlsyre- og Superphosphatfabrik og Kalundborg Skibsværft betydelige virksomheder i Kalundborg.
Ved Kalundborg Havn ligger flere virksomheder, der beskæftiger sig med søfart og krydstogter.
Fra 1916 til 1921 eksisterede Kalundborg Skibsværft, efter Valdemar Henckel havde grundlagt den. Ved konkursen blev flere andre virksomheder trukket med.

### Detailhandel
Byens detailhandel er især koncentreret på og omkring gågaden Lindegade og Kordilgade, der er den første del af Nederbyen.
På Bredgade ligger adskillige supermarkeder, byggemarkeder og andre store butikker. Her findes også butikscentret Ny2Torv.

### Medier
Kalundborg Radiofonistation har en landsdækkende radiosender ved Gisseløre på 118 m. Radiostationen blev grundlagt i 1927. TV Kalundborg er en lokalt internetmedie, der dækker Kalundborg Kommune.
Dagbladet Kalundborg Folkeblad udkom fra 1907 og frem til 2011, hvor det blev slået sammen med Holbæk Amts Venstreblad for at udkomme under navnet Nordvestnyt. Efterfølgende er den slået sammen med Sjællandske, som ejes af Sjællandske Medier. Deres lokalkontor ligger i Skibbrogade.

### Turisme
Kalundborg Havn anløbes hvert år af flere krydstogtsskibe, og det er landets fjerde største krydstogtshavn. Cruise Kalundborg blev stiftet i 2007 for at øge krydstogtturismen i byen. I 2017 lægger 6 skibe til i havnen, hvilket vil give omkring 10.000 turister og besætningsmedlemmer til byen.

## Uddannelse

### Ungdomsuddannelser
- Kalundborg Gymnasium og HF blev grundlagt i 1957 og har omkring 700 elever.

- Det nyoprettede Allikelund Gymnasium tilbyder uddannelserne:
  - HTX
  - HHX
  - HG

- Nordvestsjællands HF & VUC har afdeling i både Holbæk og Kalundborg.

- Det ene af EUC Nordvestsjællands to centre findes i Kalundborg.

### Videregående uddannelser
- Professionshøjskolen Absalon udbyder to uddannelser:
  - Bioanalytikeruddannelsen
  - Diplomingeniøruddannelse i bioteknologi
  - Maskinmester

## Kultur
Kalundborg er kulturelt samlingssted for et stort opland omkring byen.
Kalundborg Museum ligger i Lindegården, der er en gammel sekslænget adelsgård fra 1500-tallet. Her findes et egns- og byhistorisk museum med udstillinger om bl.a. vikingekongernes plads ved Tissø og byens historie som korsridderby i middelalderen.
Byens biograf, Kino Den Blå Engel, blev grundlagt i 1958 og viser premierefilm. Kalundborg Amatør Teater (kaldet KAT) ligger midt i byen, og opsætter forskellige forestillinger i løbet af året. Foreningen blev grundlagt i 1985. I 2006 blev Holberg Teatret etableret. Teatret tager udgangspunkt i Ludvig Holbergs komedier.
Lidt øst for byen ligger Landbomuseet på Birkendegaard, der er indrettet i en gammel tyrestald på Birkendegård. Her findes udstilling om landbruget udvikling i Danmark, samt udstilling med interiør fra forskellige perioder.

### Arkitektur
Den gamle bydel, Højbyen, rummer landets største samling af stenhuse fra middelalderen. Disse tæller Præstegadehuset, der er Nordeuropas bedst bevarede middelalderhus, Den gamle Latinskole, som har fungeret som kirkelade, Bispegården og Kalundborg gamle Rådhus. I Højbyen troner også byens vartegn, Vor Frue Kirke, der er en af Danmarks mest markante middelalderkirker - og den eneste femtårnede. I Adelgade findes en hel række fredede bindingsværkshuse, heriblandt Adelgade 19, som i dag fungerer som præstekontor, men oprindeligt blev opført i 1645; og Schous Hus (Adelgade 17), som stammer fra 1620.
Vest for højbyen ligger Ruinparken, som er ruinerne af Vestborgen, som Esbern Snare lod opføre i 1167. Øst for Højbyen ligger resterne af Kalundborg Slot.
Kommuneadministrationen har bl.a. hjemme i den tidligere hovedbygning for Kaalund Kloster, der har sin oprindelse i borgens ladegård og er beliggende i overgangen mellem Højbyen og Nederbyen. Bygningen er opført 1751-52, muligvis af Johan Christian Conradi på vegne af grev Christian Lerche, hvis våbenskjold pryder facaden over porthvælvingen. Selve avlsgården blev nedrevet i 1949. Der er nu bygget en ny stor administrationsbygning, som samler langt de fleste administrative funktioner i kommunen. Bygningen er opført på Holbækvej ved Kåstrupvej, og de sidste funktioner flyttede ind i foråret 2016.
I Nederbyen ligger flere gamle bindingsværksbygninger langs Kordilgade og Lindegade. På sidstnævnte ligger Lindegade 1-3, der blev blev opført i 1681 af rådmand Jens Nielsen Bittzholdt. Overfor ligger Apoteket, som blev opført i 1753, muligvis af Philip Hartmann. Ole Lunds Gård ligger i Kordilgade 1, og blev bygget i 1777. Det drives i dag som hotel.
Der var stor boligmangel i Kalundborg i 1863, da Danmarks mindste hus blev opført i Strandstræde 15. Huset er på lidt over 22 m² og tolv rækker tagsten. Strandstræde, der går fra Bag Slotsgraven og sydover mod havnen, var tidligere en baggade for husene i Skibbrogades sydlige del. Vest for dette stræde lå de strand-, jord- og engarealer, der tilhørte folk i højbyen. Strandstræde hed i 1540’erne Svinepinen, nok fordi Kalundborg Slots slagtehus lå her. I 1700-tallet hed strædet Grønnegade, nok med tanke på haverne mellem husene i Skibbrogade og det lille stræde. Der blev bygget småhuse på vestsiden af strædet i 1600-tallet, men først i 1830’erne blev alle grundene på vestsiden udstykket og bebygget. I 1877 købte sømandsforeningen Enigheden de fleste grunde på strædets østlige side, og i 1885 blev Strandstræde 8 rejst som sømandshjem. Nr 10, 12, og 14, samt Bag Slotsgraven 9 er bygget i 1901 af foreningen Sømandshjem, ligeledes som boliger for pensionerede søfolk. Strandstræde 4 blev opført i 1843 af lodsen Jørgen Jørgensen. En tid var der værtshus i bygningen, men i 1926 købte kommunen den, og indrettede den til folkestue for havnearbejderne. I 1960'erne var der fortov på begge sider af strædet. I Strandstræde 2, som nu er revet, lå Café Amerika.
Nyvangs Kirke blev bygget i 1974 og er tegnet af Holger Jensen.
Syd for byen på Asnæs finder man herregården Lerchenborg, der anses for at være et stykke enestående barok/rokoko-arkitektur i Danmark.

### Sport
Kalundborghallerne er en række sportshaller, hvor flere sportsklubber holder til. Her er bl.a. bander til håndbold, badminton og basketball.
Kalundborg Gymnastikforening og Boldklub er en fodboldklub, der blev grundlagt i 1899. Deres bedste herrehold spiller i Danmarkserien, og de har hjemmebane på KGB Stadion.
Kalundborg har flere gange været besøgt under cykelløbet Post Danmark Rundt, bl.a. i 2014, hvor 6. og sidste etape startede i Kalundborg for at slutte på Frederiksberg. I 2017-udgaven blev første etape kørt fra Frederiksberg til Kalundborg, og den blev vundet af Casper Pedersen.

## Venskabsbyer
- Kimito
- Tianjin
- Lillesand
- Ladek
- Mielno
- Bjuv
- Nynäshamn
- Örkelljunga
- Svalöv

## Galleri
- Kort fra 1919.
- Kalundborgs Segl fra 1648.
- Vor Frue Kirke set fra Hærvigsgade.
- Ole Lunds Gaard fra 1777.
- Adelgade 17.
- Torvet 17.
- Asnæsværket.
- Kalundborg Havn.
- Krydstogtsskib i havnen.
- Boligområdet Klosterparkvej.
- Sigrid Undsets fødehjem.

## Kendte personer fra Kalundborg
- Peter Asschenfeldt
- Erling Bjøl
- Arne Bybjerg
- Christian Elling
- Thomas Frandsen
- P.V. Glob
- Mogens Guldberg
- Wilhelm Hellesen
- Andreas Holck
- Lauge Koch
- Tore Leifer
- Johan Thomas Lundbye
- Claus Nielsen
- Mogens Frohn Nielsen
- Frederik Valdemar Olsen[67]
- Esben Pretzmann
- Esbern Snare
- K.K. Steincke
- Elise Sørensen
- Søren Ulrik Thomsen
- Sigrid Undset